# Heteronyx solidus
Heteronyx solidus är en skalbaggsart som beskrevs av Blackburn 1888. Heteronyx solidus ingår i släktet Heteronyx och familjen Melolonthidae. Inga underarter finns listade i Catalogue of Life.